# Carpophage à manteau brun
Ducula badia
Espèce
Statut de conservation UICN

 LC  : Préoccupation mineure
Le Carpophage à manteau brun (Ducula badia) est une espèce d'oiseau appartenant à la famille  des  Columbidae.

## Description

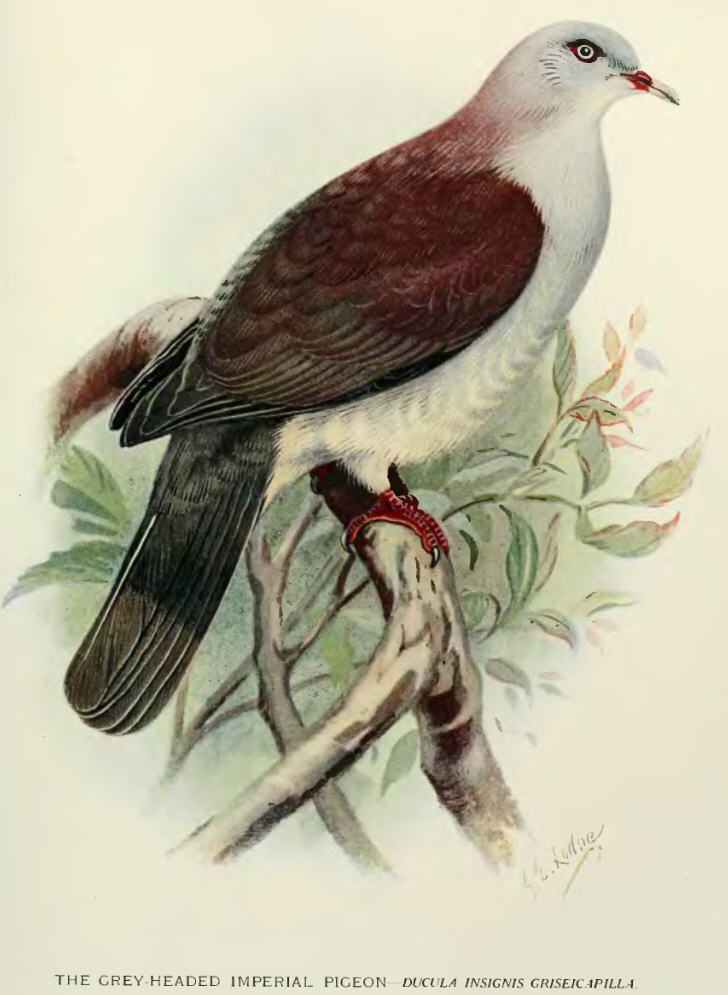
Dessin de la sous-espèce D. b. insignis.

Cet oiseau mesure 43 à 51 cm de longueur pour une masse de 580 à 675 g. Il ne présente pas de dimorphisme sexuel.
La tête, le cou et les parties inférieures sont roses, teinte plus brillante derrière le cou et plus ou moins surfusée de gris ailleurs. Chez une sous-espèce, ces zones sont gris pâle. La calotte et les joues sont gris pâle. Le menton et la gorge sont blancs. Le manteau, les petites et les moyennes couvertures alaires sont pourpre rougeâtre ou brun foncé selon les sous-espèces. Le dos, les grandes couvertures et le croupion sont brun grisâtre foncé avec des marges pourpres. La queue est brun noirâtre avec une large barre terminale gris clair. Le ventre est brun clair ou gris pâle. Les sous-caudales sont brun clair ou crème. Les iris sont gris blanc ou bruns selon les sous-espèces. Les cercles oculaires sont rouge foncé. Le bec est rouge avec l'extrémité pâle. Les pattes sont rouges.
Le jeune est plus terne avec une coloration brun rouille remplaçant le pourpre.
Le carpophage à manteau brun est à la fois solitaire et grégaire en volée de jusqu'à 200 individus.

## Répartition
Cet oiseau se reproduit de l'Inde à Bornéo, Java et Sumatra.

## Habitat
Cet oiseau peuple les mangroves, les plaines et les forêts de montagnes jusqu'à 2 200 m d'altitude.

## Alimentation
Cette espèce consomme divers fruits et baies, des graines avalées entières, des feuilles et des bourgeons.

## Nidification
Le nid est construit entre 5 et 8 m de hauteur. Il s'agit d'une simple plateforme de brindilles. La femelle y pond un seul œuf couvé à tour de rôle par les deux partenaires.